# Aberfeldy (village)
Pour les articles homonymes, voir Aberfeldy.
Aberfeldy est un village d'Écosse situé sur le Tay.